# 旧大家倉庫

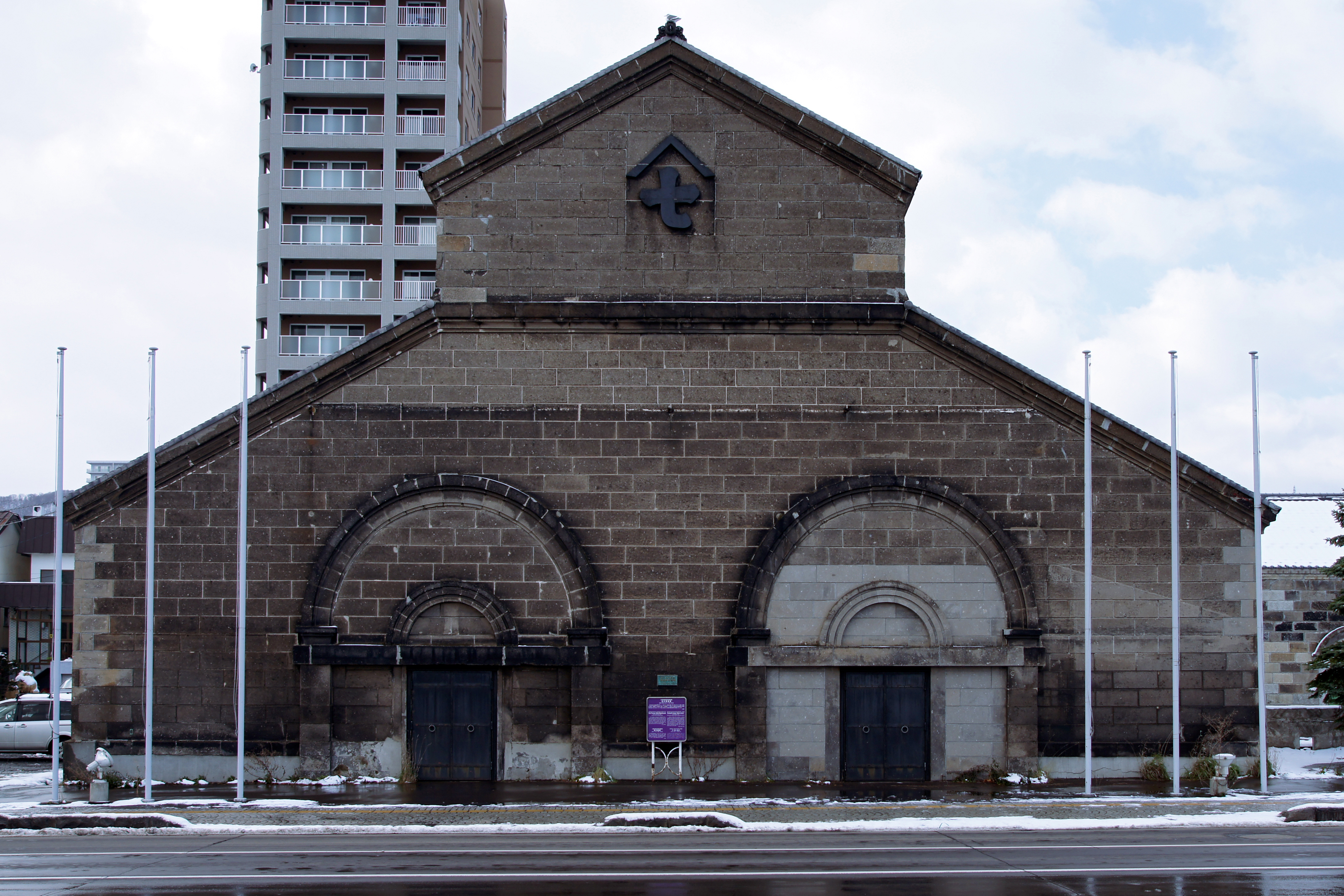
旧大家倉庫

旧大家倉庫（きゅうおおいえそうこ）は、北海道小樽市の小樽運河沿い（小樽市色内2丁目）にある石造倉庫跡。旧小樽倉庫と共に、運河沿いにある倉庫群の中でも代表格と呼べる存在である。小樽市指定歴史的建造物第1号。

## 建物
1891年（明治24年）、北前船の海産物問屋大家商店の四代目大家七平により、自家用の倉庫として建設された。木骨石造の平屋建て倉庫であり、外壁には札幌軟石が用いられている。
入口に左右対称に設置された二重のアーチ、屋根の上に採光や通風のためのもう一つの屋根を重ねた「越屋根（こしやね）」と呼ばれる構造、創設者の大家七平の名にちなんだ「ヤマシチ」印、屋根の採光窓などが建築上の特徴とされる。アーチの上にある横一線は、かつて豆の選別などのために、屋根を差し掛けて小屋を設けた跡であり、戦中に防火のために取り壊しを命じられた。
運河沿いの石造倉庫の中でもひときわ大きな建物であり、旧小樽倉庫などの倉庫群と共に、かつての小樽港の繁栄ぶりを、現在へ伝える存在でもある。1985年（昭和60年）に、小樽市指定歴史的建造物第1号に指定された。

## 利用
大家七平およびその息子の五代目大家七平が死去し、大家家の海運業が終焉した後も、倉庫として営業が続けられた。その後の1992年（平成4年）6月、大家倉庫および隣接する旧稲積倉庫を再利用する形で、玩具や菓子などを販売する「OTARU TOYS（オタルトーイズ）」が開店した。開店にあたっては改装も行われたものの、倉庫の原形がほぼそのまま留められた。日本国内外のブリキ玩具を展示・販売する「ブリキのオモチャ博物館」が目玉とされ、玩具収集家として知られる北原照久の多数の玩具などが並び、観光客らの人気を集めたが、営業不振により1996年（平成8年）4月に閉店した。
その後の大家倉庫は4年間にわたって空き家状態となった後、2000年（平成12年）11月に北一硝子の関連会社である「北一」により売却され、その際に屋根瓦などが修復された。現在は建物内は非公開であり、外観のみが見学可能である。